# Première Nation Ahousaht
Ne doit pas être confondu avec Ahousat.
La Première Nation Ahousaht (ʕaaḥuusʔatḥ en nuuchahnulth) est un gouvernement de Première Nation basée sur l’Île de  Vancouver en Colombie-Britannique au Canada. Il administre la communauté autochtone nootka d’Ahousat. Elle fait partie du Conseil tribal nuu-chah-nulth.